# 近藤内蔵之助
近藤 内蔵之助（こんどう くらのすけ、生年不詳 - 文化4年10月16日（1807年11月15日））は、江戸時代後期の剣術家。天然理心流の創始者。諱は長裕（ながみち）。通称は内蔵助、内蔵之介ともいう

## 生涯
遠江国出身といわれ、飯篠家直（天真正伝香取神道流の開祖）の末裔を称した。
神道流剣術はじめ諸流を学んで天然理心流剣術を創始し、近藤弥吉政竜（詳細不明）と戦ってこれを破り近藤姓を襲名したとされる。寛政年間（1789年 - 1800年）に自流を広めるため江戸へ赴き、両国薬研堀（現在の中央区）に道場を開いた。江戸では俵米取りの幕臣やその家来に伝承され、また武蔵国多摩地域や相模国辺りに出向き門弟を広めた。臨終に際して天然理心流2代目宗主を近藤三助に天然理心流印可を伝授した。
文化（1807年）、死去。墓所は東京都江東区北砂町の妙久寺。八王子市桂福寺と横浜市勧行寺にも供養碑がある。